# 魏嘉賢
魏嘉賢（1978年7月13日－ ），臺灣政治人物，出身花蓮縣，國立東華大學公共行政研究所法學碩士，現任花蓮縣議會議員 。曾任中國國民黨中央常務委員會委員、花蓮市市長、花蓮縣衛生局醫事放射師。
2016年獲得國民黨提名參與花蓮市市長補選並順利當選。
2022年9月14日，以無黨籍參選花蓮縣議員被國民黨撤銷黨籍後，以第一選舉區（花蓮市）第一高票當選。

## 經歷
魏嘉賢出身政治世家，大學期間主修醫事放射，並通過放射師的國家考試，在X光巡迴車和花蓮縣衛生局服務。
2006年，參選花蓮縣議員並當選，而後就讀國立東華大學公共行政研究所，並順利完成學業。
2016年，花蓮市長田智宣於任內病逝，因任期未過半舉行市長補選，魏嘉賢參加中國國民黨黨內初選勝出獲得提名，民進黨徵召田智宣遺孀張美慧參選。選舉期間中國國民黨副主席郝龍斌親自坐鎮花蓮市全力輔選，總統蔡英文也下令民進黨加強輔選，中國國民黨黨內三人違紀參選，花蓮縣議長賴進坤也倒戈幫張美慧站台，黨內分裂危及魏嘉賢的選情。魏嘉賢家族經營花蓮政壇多年，傳出不少的負面新聞，也成為魏嘉賢的政治包袱，成為對手攻擊的主要目標，魏嘉賢希望能擺脫叔父輩的政治家族包袱。在郝龍斌全力輔選下，魏嘉賢大贏對手張美慧將近4000票，成功當選花蓮市長。
花蓮市長任內發生2018年花蓮地震，花蓮市區災情嚴重。公告當選花蓮市長後的第二年宣布競選連任，以近80%的選票擊敗張千駿成功連任。

## 選舉紀錄
| 年度 | 選舉屆數               | 選舉區           | 所屬政黨   | 得票數 | 得票率 | 當選標記 | 備註 |
| ---- | ---------------------- | ---------------- | ---------- | ------ | ------ | -------- | ---- |
| 2005 | 第十六屆花蓮縣議員選舉 | 花蓮縣第一選舉區 | 中國國民黨 | 2,941  | 6.50%  |          |      |
| 2009 | 第十七屆花蓮縣議員選舉 | 花蓮縣第一選舉區 | 中國國民黨 | 4,715  | 10.83% |          |      |
| 2014 | 第十八屆花蓮縣議員選舉 | 花蓮縣第一選舉區 | 中國國民黨 | 4,685  | 11.11% |          |      |
| 2016 | 第十七屆花蓮市市長補選 | 花蓮縣花蓮市     | 中國國民黨 | 17,923 | 54.17% |          |      |
| 2018 | 第十八屆花蓮市市長選舉 | 花蓮縣花蓮市     | 中國國民黨 | 38,121 | 78.47% |          |      |
| 2022 | 第二十屆花蓮縣議員選舉 | 花蓮縣第一選舉區 | 無黨籍     | 7,263  | 19.83% |          |      |

## 家族背景
祖父母以殯葬產業，大伯魏西川大嫂辜敏惠扛起兄長及大嫂重責，兼負扶養弟妹及產業發展，結交不少賢達人士，奠定其兄弟魏木村、魏東河兩兄弟轉戰政壇的基礎。於1992年舉行的第二屆立法委員選舉過程中，兄弟二人等人集體涉入為魏木村作票的事件。
- 二伯魏木村：曾任花蓮市長。
- 父親魏東河：曾任花蓮縣議員。
- 母親林珉慧：曾任花蓮縣議員、花蓮市民代表。
- 姐姐魏如薰：曾任花蓮市民代表[32]。
- 弟弟魏嘉彥：現任花蓮市長，曾任花蓮縣議員、花蓮市民代表[31]。
- 弟弟魏鈺晟：現任花蓮市民代表[31][33]。

## 外部連結
- 花蓮縣花蓮市公所-市長專欄-認識市長 （页面存档备份，存于）
- 魏嘉賢的Facebook專頁
- 魏嘉賢的Instagram帳戶